# Championnat de Tchécoslovaquie de football 1946-1947
Navigation
Saison précédente Saison suivante
La saison 1946-1947 du Championnat de Tchécoslovaquie de football est la 17e édition du championnat de première division en Tchécoslovaquie. Les quatorze meilleurs clubs du pays sont regroupés au sein d'une poule unique, où ils s'affrontent deux fois, à domicile et à l'extérieur. À la fin du championnat, les trois derniers du classement sont relégués et remplacés par les trois meilleures équipes de II. Liga, la deuxième division tchécoslovaque.
C'est le club du SK Slavia Prague qui termine en tête du classement final avec un seul point d'avance sur le tenant du titre, l'AC Sparta Prague et huit sur le SK Kladno. C'est le 9e et dernier titre de champion de Tchécoslovaquie de l'histoire du club.

## Les clubs participants
| - AC Sparta Prague - SK Slezska Ostrava - MŠK Žilina - SK Baťa Zlín - SK Liben - Promu de II. Liga - FC Bohemians Prague - ŠK Slovan Bratislava | - FK Viktoria Zizkov - SK Zidenice - SK Slavia Prague - Jednota Kosice - SK Olomouc ASO - Promu de II. Liga - SK Kladno - FC Viktoria Plzen |

## Compétition

### Classement
Le barème utilisé pour établir le classement est le suivant :
- Victoire : 2 points
- Match nul : 1 point
- Défaite : 0 point

| Rang | Équipe               | Pts | J  | G  | N | P  | Bp  | Bc  | Diff |
| ---- | -------------------- | --- | -- | -- | - | -- | --- | --- | ---- |
| 1    | SK Slavia Prague     | 40  | 26 | 19 | 2 | 5  | 110 | 54  | +56  |
| 2    | AC Sparta Prague (T) | 39  | 26 | 18 | 3 | 5  | 101 | 35  | +66  |
| 3    | SK Kladno exclu      | 32  | 26 | 15 | 2 | 9  | 68  | 56  | +12  |
| 4    | MŠK Žilina           | 31  | 26 | 13 | 5 | 8  | 62  | 50  | +12  |
| 5    | FC Bohemians Prague  | 29  | 26 | 13 | 3 | 10 | 77  | 61  | +16  |
| 6    | ŠK Slovan Bratislava | 28  | 26 | 13 | 2 | 11 | 78  | 48  | +30  |
| 7    | SK Slezska Ostrava   | 27  | 26 | 12 | 3 | 11 | 62  | 57  | +5   |
| 8    | Jednota Kosice       | 27  | 26 | 12 | 3 | 11 | 63  | 60  | +3   |
| 9    | FC Viktoria Plzen    | 27  | 26 | 11 | 5 | 10 | 67  | 83  | -16  |
| 10   | SK Baťa Zlín exclu   | 22  | 26 | 9  | 4 | 13 | 63  | 66  | -3   |
| 11   | SK Zidenice exclu    | 22  | 26 | 10 | 2 | 14 | 64  | 78  | -14  |
| 12   | SK Olomouc ASO (P)   | 22  | 26 | 10 | 2 | 14 | 44  | 57  | -13  |
| 13   | FK Viktoria Žižkov   | 12  | 26 | 5  | 2 | 9  | 45  | 108 | -63  |
| 14   | SK Liben (P)         | 6   | 26 | 3  | 0 | 23 | 25  | 116 | -91  |

|  | Champion de Tchécoslovaquie 1946-1947                |
|  | Relégation en II. Liga                               |
|  | (T) Tenant du titre (P) : Promu de deuxième division |

- Pour des raisons inconnues, le SK Kladno, le SK Baťa Zlín et le SK Zidenice sont exclus du championnat à l'issue de la saison.

## Bilan de la saison
| Championnat de Tchécoslovaquie de football 1946-1947 |                                            |
| Champion                                             | SK Slavia Prague (9e titre)                |
| Coupes et trophées                                   |                                            |
| Vainqueur de la Coupe de Tchécoslovaquie 1946-1947   | Non disputée                               |
| Promotions et relégations                            |                                            |
| Promus en I. Liga                                    | SK Dynamo České Budějovice                 |
| Promus en I. Liga                                    | Cechie Karlin                              |
| Promus en I. Liga                                    | TSS Trnava                                 |
| Relégués en II. Liga                                 | SK Kladno SK Bata Zlin SK Zidenice         |
| Relégués en II. Liga                                 | FK Viktoria Zizkov SK Liben SK Olomouc ASO |